# Seelze
Seelze è una città di 32.729 abitanti della Bassa Sassonia, in Germania.
Appartiene alla regione di Hannover (targa H).
Barsinghausen si fregia del titolo di "Comune indipendente" (Selbständige Gemeinde).
Le sue frazioni sono: Almhorst, Dedensen, Döteberg, Gümmer, Harenberg, Kirchwehren, Lathwehren, Letter, Lohnde e Velber.